# Сент-Эндрюс (стадион)
«Сент-Эндрюс» — стадион в Бирмингеме, Англия. Уже больше ста лет является домашним стадионом футбольного клуба «Бирмингем Сити». Был построен и открыт в 1906 году, максимально мог вмещать до 75 000 зрителей. Во время Второй мировой войны подвергся разрушению из-за бомбы: дотла сгорела одна из трибун. В 1950-х годах клуб заменил трибуну и установил прожекторы на стадионе. В 1993 году началась шестилетняя перестройка стадиона, после её окончания окончательная вместимость стала 30 000 зрителей.
Здесь проводили свои игры различные молодёжные сборные Англии, также проходили полуфиналы Кубка Англии и финалы других соревнований. Также стадион принимал соревнования по другим видам спорта, включая регби и бокс, а также различные музыкальные концерты.